# 哈里卡恩鎮區 (阿肯色州克里夫蘭縣)
哈里卡恩鎮區（英語：Hurricane Township）是位於美國阿肯色州克里夫蘭縣的一個行政鎮區。

## 地方資料
哈里卡恩鎮區的面積為71.50平方千米，當中陸地面積為71.19平方千米，而水域面積為0.31平方千米。根據2010年美國人口普查的數據，當地共有人口528人，而人口密度為每平方千米7.38人。